# 瓦茨拉夫·哈维尔
瓦茨拉夫·哈维尔（捷克語：Václav Havel，1936年10月5日—2011年12月18日），捷克作家及劇作家，持不同政见者、天鹅绒革命的思想家之一。首任捷克共和國總統。

## 生平

### 成長期
瓦茨拉夫·哈维尔出生於布拉格，他的父親是一个土木工程師和建筑承包商。哈维尔在1951年完成義務教育，之后因「階級出身」及「政治背景」的理由，而無法進入高等教育學校；於是哈维尔便一邊擔任學徒與實驗員，一邊就讀於夜間文化學校，才在1955年通過政治考核。通过考核后，哈维尔申請就讀人文學科，但屢次被拒絕，最後就讀於捷克工業高等學校經濟科。而哈维尔就讀戲劇學校的申請也不斷被拒絕，一直到1967年才完成戲劇學校的校外課程。

### 作家
哈维尔自1955年便開始寫作有關文學與劇作的文章，1959年開始在布拉格的ABC劇團做後台工作，1960年開始寫作劇作。1963年，哈维尔第一個劇作《遊園會》在納紮布蘭德劇院首演，而哈维尔也屢次在公開場合批評政府存在控制作家協會與言論管制的行为。
1967年哈维尔與伊萬·克里瑪、巴韋爾·科胡特和魯德維克·瓦楚里克被從作家協會的候補中央委員中除名，之後哈维尔和其他作家籌組獨立作家團，哈维尔任獨立作家團主席。

### 政治路
在布拉格之春期間，哈维尔声称要“行使自己的言论自由权利，要求人性和真实的生活”。他曾反对组织政党和提出政纲，而主张“人人凭自己的良心说真话，做实事”；在1968年8月21日蘇聯出兵布拉格時，哈维尔受到邀请在自由捷克斯洛伐克電台工作，将当时他所看到的状况通过无线电播报。布拉格之春後，哈维尔受到捷克斯洛伐克统一工人党的封锁，其作品被從圖書館移除，家中也被安裝竊聽器，並被送往釀酒廠工作。其间他受到工人们热情和友好的对待，直到某日工人們發現了竊聽器。这还致使釀酒場的一位主管離職。哈维尔一直寫作並公開要求特赦持不同政见者，並且與其他作家與異議人士發表七七憲章，要求捷克斯洛伐克政府遵守赫尔辛基协议的人權條款。 
在1977年，哈维尔给当时的统一工人党总书记胡萨克写过一封公开信，信中提到他认为当时社会制度下“人性和制度的衰败”。他认为，人性的彰显和人权的释放才是社会的唯一出路。哈维尔其後被傳訊，同年10月以「危害共和國利益」為名判處十四個月有期徒刑；1979年哈维尔被以「顛覆共和國」名義判處有期徒刑四年半，引發國際社會的注意，而给予捷克大量经济援助的歐洲議會更要求捷克斯洛伐克政府釋放包括哈维尔在內的异议人士。在此期间，哈维尔的著作在欧洲大陆广为流传，许多年轻人读过哈维尔的著作。
在国际社会的干预下，1983年哈维尔以肺病的理由出獄，其他的刑期被以「紀念解放四十周年」為由被政府赦免。哈维尔出獄後繼續擔任七七憲章的發言人，並且不斷發表劇作與批判文章，而多次被警方拘留；1988年8月哈维尔發表《公民自由權運動宣言》。从1989年6月4日起，波兰的团结工会取得完全的选举胜利（获得了99%以上的議席）、柏林墙的倒塌以至东德政权的垮台、匈牙利去共产化以及立陶宛宣布独立等鼓动下，部分捷克人走向街头要求司法独立和举行公开的选举。在1989年12月29日，东欧剧变后的首次捷克斯洛伐克选举中，出狱仅42天的哈维尔被选为捷克斯洛伐克總統。

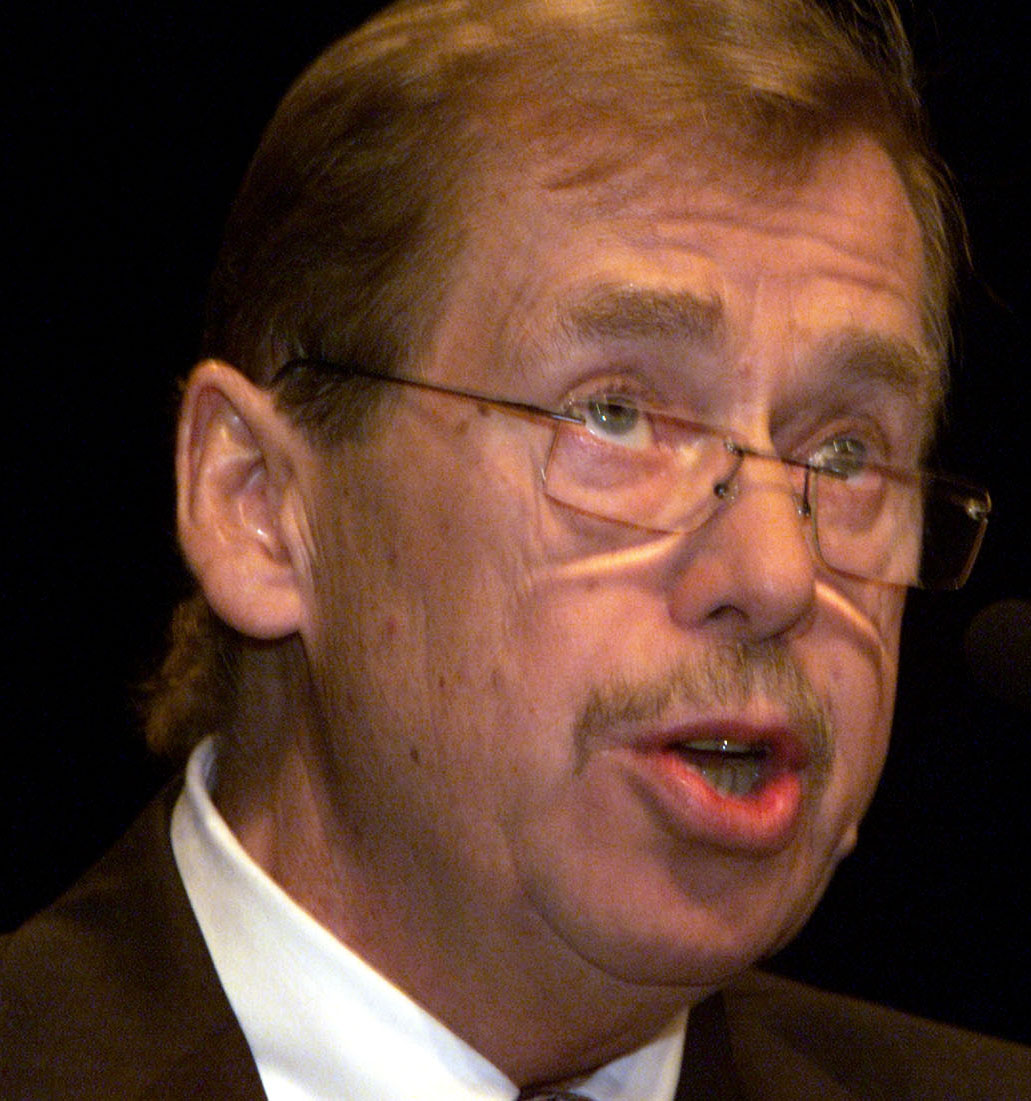
2000年在國際貨幣組織與世界銀行年會開幕儀式演講

1992年捷克斯洛伐克解体，捷克共和國成立；1993年哈维尔當選捷克總統，並且於1998年連任，2003年卸任，卸任後隔年訪問臺灣。2008年与日后担任德国总统的约阿希姆·高克等人在布拉格签署《關於歐洲良知和譴責共產主義罪行布拉格宣言》。2010年1月6日，发表《捷克前總統哈维尔等人就刘晓波案致胡錦濤的公開信》。

## 逝世

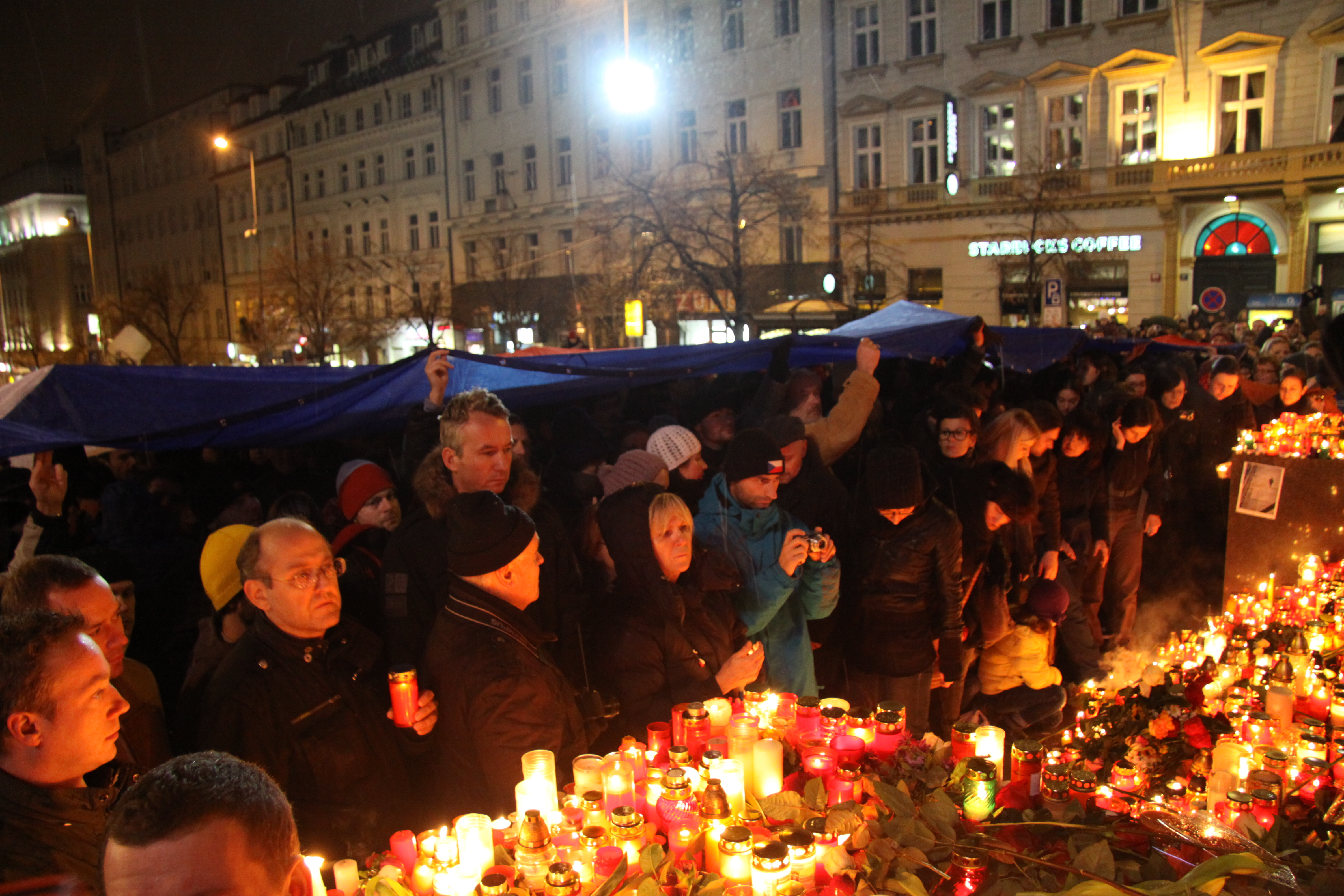
哈維爾逝世當日，民眾在布拉格瓦茨拉夫廣場悼念他

2011年12月18日，他在家乡Hrádeček去世。時任總統瓦茨拉夫·克勞斯宣佈由12月21日起全國哀悼三天，並定於12月23日為他舉行國葬。布拉格大主教於聖維特主教座堂為哈維爾主持追思彌撒。12月23日，鳴放21響禮炮向他致敬。
秘书赞托夫斯基在他的《哈维尔传》(Havel: A Life)中回顾了哈维尔的一生，直言自己同哈维尔的友谊，以及他对哈维尔的同情。

## 著作

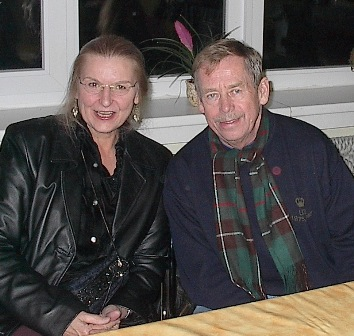
2003年10月，他与美国诗人Hedwig Gorski在布拉格会面

瓦茨拉夫·哈维尔代表性的著作包括《無權力者的權力》、《狱中书简》、《给胡萨克的公开信》、《论〈七·七宪章〉的意义》、《給奧爾嘉的信》、《故事与极权主义》、《第二口气》、《政治与良心》、《瓦茨拉夫·哈维尔自傳》、《反符碼》、《乞丐的歌舞劇》、《车间主任》等。

### 诗集
- Čtyři rané básně (Four Early Poems)
- Záchvěvy I & II, 1954 (Quivers I & II)
- První úpisy, 1955 (First promissory notes)
- Prostory a časy, 1956 (Spaces and times, poetry)
- Na okraji jara (cyklus básní), 1956 (At the edge of spring (poetry cycle))
- Antikódy（捷克語：Antikódy）, 1964 (Anticodes)

### 戏剧
- Motormorphosis 1960
- Hitchhiking (Autostop) 1960
- An Evening with the Family, 1960,  (Rodinný večer)
- The Garden Party (Zahradní slavnost), 1963
- The Memorandum, 1965, (Vyrozumění)
- The Increased Difficulty of Concentration, 1968, (Ztížená možnost soustředění)
- Butterfly on the Antenna, 1968, (Motýl na anténě)
- Guardian Angel, 1968, (Strážný anděl)
- Conspirators, 1971, (Spiklenci)
- The Beggar's Opera, 1975, (Žebrácká opera)
- Unveiling, 1975, (Vernisáž（捷克語：Vernisáž (divadelní hra)）)
- Audience, 1975, (Audience（捷克語：Audience (divadelní hra)）) – a Vanӗk play
- Mountain Hotel 1976, (Horský hotel)
- Protest, 1978, (Protest) – a Vanӗk play
- Mistake, 1983, (Chyba) – a Vanӗk play
- Largo desolato 1984, (Largo desolato)
- Temptation, 1985, (Pokoušení)
- Redevelopment, 1987, (Asanace（捷克語：Asanace (divadelní hra)）)
- Tomorrow, 1988, (Zítra to spustíme)
- Leaving (Odcházení), 2007
- Dozens of Cousins (Pět Tet), 2009 – a short sketch/sequel to Unveiling
- The Pig, or Václav Havel's Hunt for a Pig (Prase), 2009

### 非虚构性书籍
- Dopis Václava Havla Gustávu Husákovi（捷克語：Dopis Václava Havla Gustávu Husákovi）（1975）
- Moc bezmocných（捷克語：Moc bezmocných）（1978）
- The Power of the Powerless (1985)
- Living in Truth (1986)
- Letters to Olga (Dopisy Olze) (1988)
- Disturbing the Peace (1991)
- Open Letters (1991)
- Summer Meditations (1992/93)
- Towards a Civil Society (Letní přemítání) (1994)
- The Art of the Impossible (1998)
- To the Castle and Back (2007)

### 虚构文学书籍
- Pizh'duks

### 电影
- Odcházení, 2011

## 荣誉

### 捷克勋章奖章
- 一等白狮勋章附颈饰（2003年[20]）

### 外国勋章奖章
- 总统自由勋章（美国，2003年）
- 特种大绶景星勋章（中华民国，2004年）

### 其他
- 1968年，奧地利國家歐洲文學獎
- 1993年，英迪拉·甘地和平奖，印度；

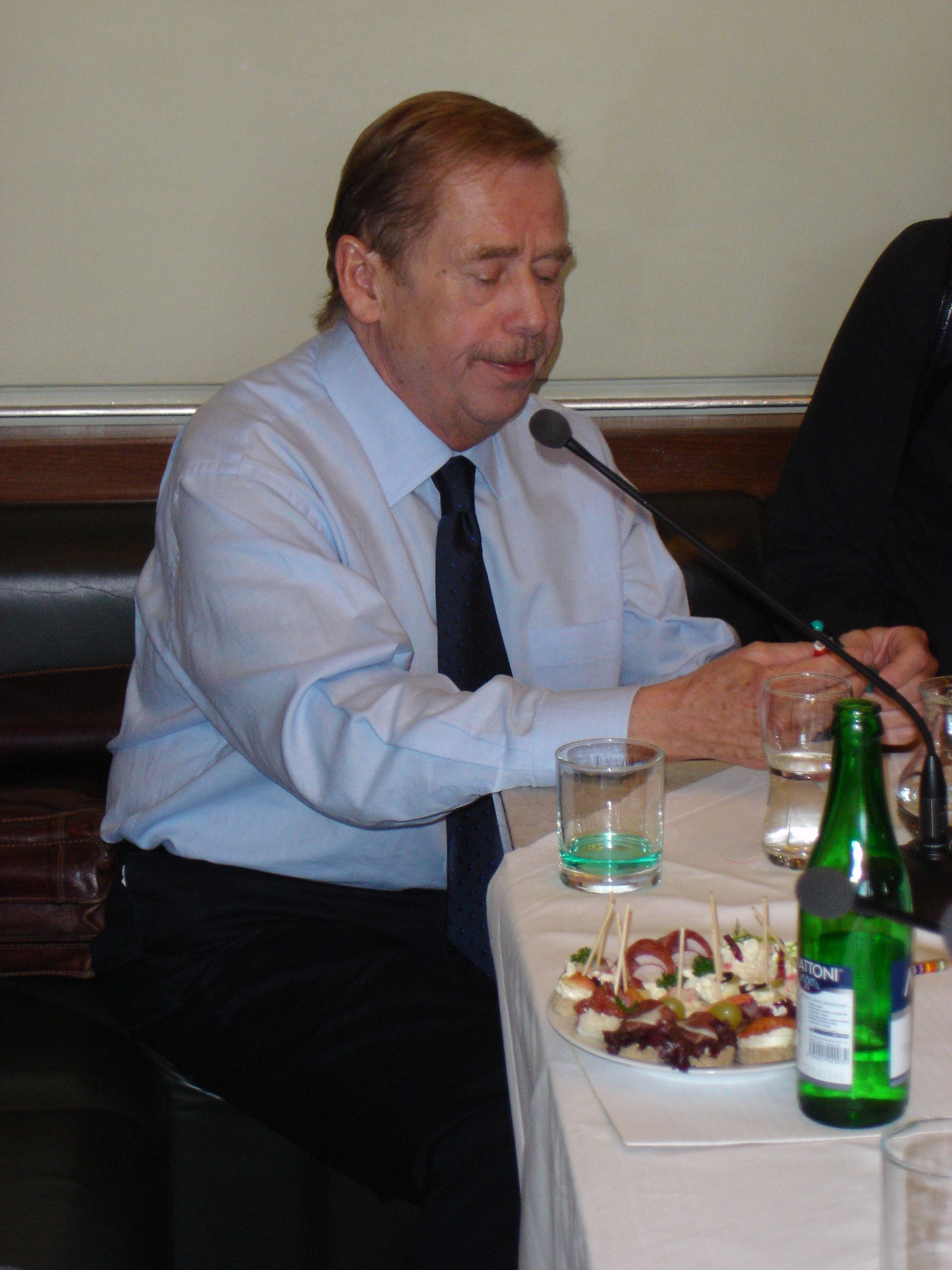
2006年6月

- 1994年7月4日，获得Philadelphia Liberty Medal，美国[21]；
- 1997年，获得Prix mondial Cino Del Duca，法国；
- 1997年，获得阿斯图里亚斯亲王奖，西班牙；
- 2002年，第三次获得Hanno R. Ellenbogen Citizenship Award，捷克；
- 2003年，甘地和平奖，印度；
- 2003年，國際特赦組織颁发的Ambassador of Conscience Award[22]；
- 2004年，首爾和平奖，韓國；
- 2009年，获得Quadriga Award，德国[23]，由于普京于2011年得此奖的缘故，因此他在同年把该奖退还[24]；

1993年被选为英国皇家文学协会(Royal Society of Literature)的名誉会员。他是Club of Madrid的成员。他也获得许多大学的名誉博士。2012年，原布拉格鲁济涅国际机场也为纪念哈维尔而更名为布拉格瓦茨拉夫·哈維爾國際機場。
2005年6月捷克票選「最偉大的捷克人」（Největší Čech）中，他排名第三。